# Talsperre Bowman-Haley
Die Talsperre Bowman-Haley (englisch Bowman-Haley Dam) befindet sich im Bowman County im US-Bundesstaat North Dakota. Sie staut den North Fork Grand River zum Stausee Bowman-Haley (englisch Bowman-Haley Lake) auf. Die Stadt Bowman liegt ca. 20 km nordwestlich der Talsperre.
Der Staudamm wurde durch das United States Army Corps of Engineers (USACE) errichtet. Mit dem Bau des Staudamms wurde im Juni 1964 begonnen; er wurde 1966 fertiggestellt. Er dient dem Hochwasserschutz und der Wasserversorgung.

## Absperrbauwerk
Das Absperrbauwerk ist ein Erdschüttdamm mit einer Höhe von ungefähr 24 m (79 ft). Die Länge der Dammkrone beträgt 1746 m (5730 ft).

## Stausee
Beim normalen Stauziel erstreckt sich der Stausee über eine Fläche von rund 7,3 km² (1811 acres). Er fasst bei diesem Stauziel 25,17 Mio. m³ (20.409 acre-feet) Wasser.